# ステファン・レメレット

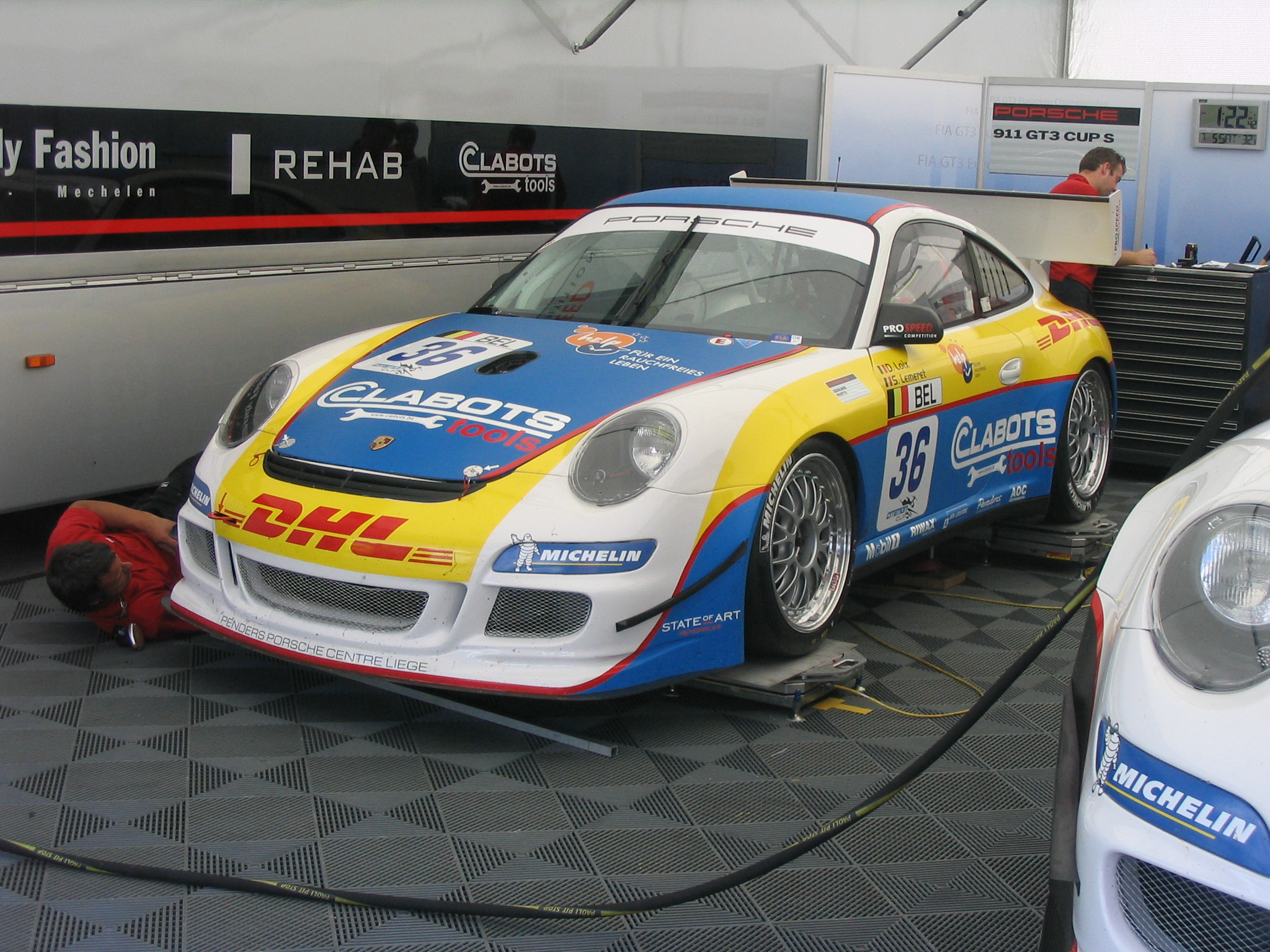
FIA GT欧州選手権に2008年に参戦した時に使用した、ポルシェ。

ステファン・レメレット（Stephane Lemeret、1973年9月24日 ‐ ）は、ベルギーのブリュッセル出身のレーシングドライバーである。モータージャーナリストとしても活躍している。

## 経歴
1996年からスパ・フランコルシャン24時間レースに参戦し、好成績を収めた他、ベルギーのルノー・クリオカップでは、1999年と2002年にシリーズチャンピオンを獲得した。その後もFIAGT選手権やヨーロピアン・ル・マン・シリーズ、アジア・ル・マンシリーズなどで活躍している。また、2017年にはル・マン24時間レースにも参戦した。

## レース成績

### ル・マン24時間レース
| 年     | チーム                         | コ・ドライバー                              | 車両              | クラス   | 周回数 | 総合順位 | クラス順位 |
| ------ | ------------------------------ | ------------------------------------------- | ----------------- | -------- | ------ | -------- | ---------- |
| 2017年 | デンプシー プロトン レーシング | クラウス・バッハラー カリド・アル・クバイシ | ポルシェ・911 RSR | LMGTE AM | 18     | DNF      | DNF        |